# آلفين بيلي
آلفين بيلي (بالإنجليزية: Alvin Bailey)‏ (و. 1991  م) هو لاعب كرة قدم أمريكية، من الولايات المتحدة، ولد في بروكن أرو، يلعب كحارس ‏.

## التعليم
تعلم في Broken Arrow High School ‏.